# Pieris nana
Pieris nana je druh rostliny z čeledi vřesovcovité. Je to nízká, polštářovitá rostlina podobná kyhance (Cassiope). V minulosti byla řazena do samostatného rodu Arcterica. Výška 5 - 10 cm. Květy džbánkovité, bílé, vonné. Vyžaduje rašelinné půdy. Množí se semenem a dělením.

## Rozšíření
Druh se vyskytuje v severním Japonsku, Kamčatce a na Kurilských ostrovech.